# Cantharellus tomentosus
Cantharellus tomentosus är en svampart som beskrevs av Eyssart. & Buyck 2000. Cantharellus tomentosus ingår i släktet Cantharellus och familjen kantareller.   Inga underarter finns listade i Catalogue of Life.